# Concerto para piano n.º 3 (Rachmaninoff)

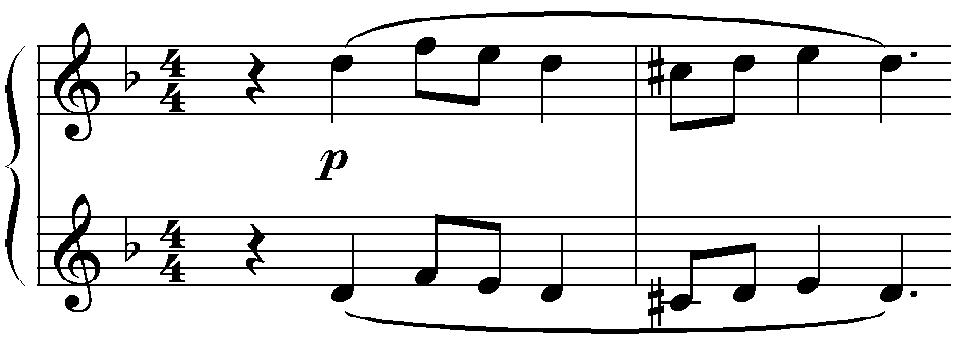
Início do tema de abertura do concerto

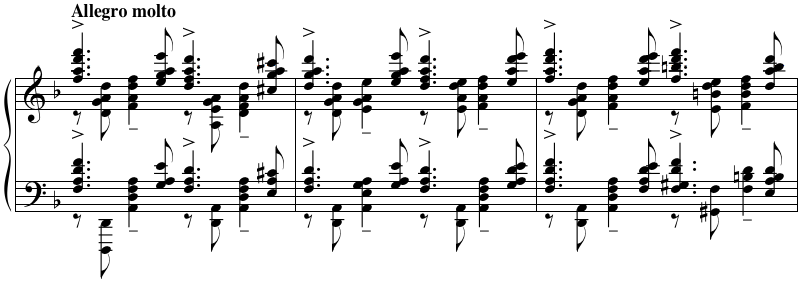
Parte da cadenza original (ossia)

O Concerto para piano n.º 3 em ré menor, Op. 30 de Sergei Rachmaninoff (coloquialmente chamado Rach 3, após o sucesso do filme de 1996 Shine) é um concerto famoso por sua demandas técnicas e musicais por parte do solista. O concerto leva a reputação de ser um dos mais difíceis de todo o repertório para piano.

## História
Escrita em um lugar pacífico e junto com a família em Ivanovka, Rússia, Sergei Rachmaninoff, completou o concerto em 23 de setembro de 1909. Sua primeira sonata e a Ilha dos Mortos são contemporâneos deste concerto.
A peça é respeitada e até temida pelos pianistas. Józef Hofmann, o pianista para o qual o trabalho é dedicado, nunca a tocou publicamente, dizendo que "não era para ele". Gary Graffman lamentou não ter aprendido este concerto enquanto era estudante, época em que ele "ainda era muito jovem para sentir medo".
Devido à falta de tempo, Rachmaninoff não pôde praticar a peça enquanto estava na Rússia. Ele praticava num teclado silencioso que levou em sua viagem para os Estados Unidos.
A primeira apresentação deu-se em 28 de novembro de 1909 pelo próprio Rachmaninoff junto com a New York Symphony Society (já extinta), com o maestro Walter Damrosch. Semanas depois a obra foi executada sob a regência de Gustav Mahler, numa apresentação muito apreciada por Rachmaninoff.

## Forma
Seguindo a forma tradicional de um concerto, a peça é composta de três movimentos:
1. Allegro ma non troppo (ré menor)
2. Intermezzo: Adagio (fá sustenido menor, ré bemol maior)
3. Finale: Alla breve (ré menor, ré maior)

O terceiro movimento segue-se ao segundo em attacca, sem pausa.
Rachmaninoff autorizou vários cortes na partitura, a serem feitos à escolha do solista. Tais cortes, particularmente no segundo e terceiro movimentos, eram comuns nas décadas seguintes à publicação da peça. Mais recentemente, tornou-se padrão executar o concerto inteiro sem cortes. Uma execução típica leva cerca de 40 minutos.

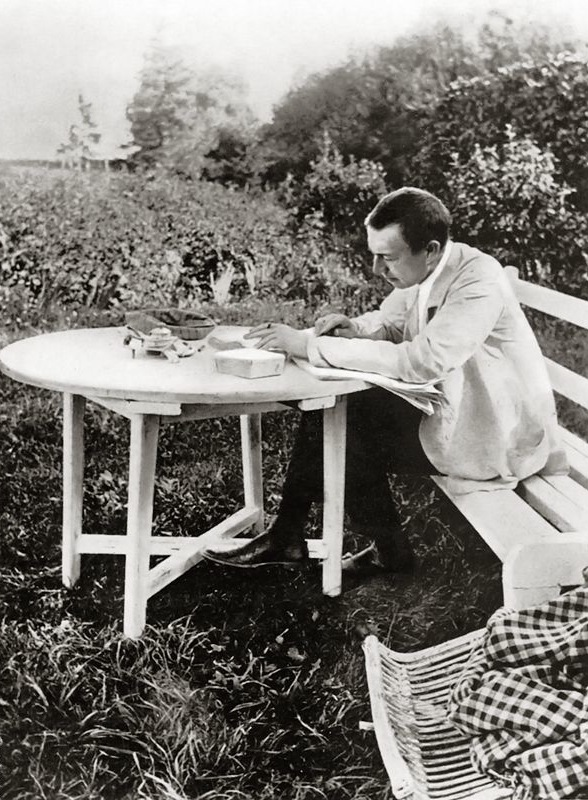
Sergei Rachmaninoff em 1910 revisando a partitura recém-impressa do concerto, em Ivanovka

## Instrumentação
A orquestra descrita para a peça compõe-se dos seguintes instrumentos:
| Família   | Instrumentos                                                         |
| --------- | -------------------------------------------------------------------- |
| Madeiras  | - 2 flautas - 2 oboés - 2 clarinetes em si bemol - 2 fagotes         |
| Metais    | - 4 trompas em fá - 2 trompetes em si bemol - 3 trombones - 2 tubas  |
| Percussão | - tímpanos - bumbo - caixa - pratos                                  |
| Teclados  | - piano                                                              |
| Cordas    | - violinos (I) - violinos (II) - violas - violoncelos - contrabaixos |

## Gravações
A primeira gravação do concerto foi feita por Vladimir Horowitz acompanhado pela Orquestra Sinfônica de Londres regida pelo maestro Albert Coates, pela gravadora HMV em 1930. Esta gravação foi descrita pelo crítico inglês Norman Lebrecht como uma das 100 maiores gravações já feitas. Foi dito que após Horowitz executar a peça para Rachmaninoff em seu Steinway & Sons em 1928 (com o compositor tocando a parte orquestral num segundo piano), Rachmaninoff ficou tão impressionado que nunca mais tocou a peça em público. Entretanto, ele gravou a peça com o maestro Eugene Ormandy e a Orquestra de Filadélfia em 1939.